# Delo 306
Delo 306 (Дело № 306) è un film del 1956 diretto da Anatolij Michajlovič Rybakov.